# دلباخته (فیلم ۲۰۱۱)
دلباخته (فرانسوی: Les Bien-aimés‎) فیلمی فرانسوی در ژانر کمدی، درام، و رمانتیک به کارگردانی کریستوف اونوره است که در سال ۲۰۱۱ به نمایش درآمد.

## چکیده داستان
در سال ۱۹۶۴ مادلن فروشنده کفش در پاریس است. در پی سوء تفاهمی که باعث می‌شود او منابع درآمدی دیگری را در نظر بگیرد، تصمیم می‌گیرد گهگاه تن‌فروشی کند تا روزی که با ژارومیل، پزشک جوان چک آشنا می‌شود و عاشقش می‌شود. در سال ۱۹۶۸ این زوج به همراه دخترشان ورا در پراگ زندگی می‌کنند. در فصل بهار پراگ، مادلن متوجه می‌شود که ژارومیل به او خیانت می‌کند. پس تصمیم می‌گیرد به تنهایی به همراه دخترش به فرانسه بازگردد.
در سال ۱۹۷۸ مادلن با فرانسوا که افسر گارد جمهوری‌خواه است ازدواج می‌کند. ژارومیل که برای شرکت در یک کنگره از پاریس می‌گذرد، مادلن را متقاعد می‌کند که دوباره او را ببیند و آنها دوباره به آغوش یکدیگر می‌افتند. او پیشنهاد می‌کند که اگر مادلن به رابطه اش با فرانسوا پایان دهد، او می‌تواند در فرانسه بماند و دوباره با هم زندگی کنند. تردید دقیقه آخر باعث شکست این پروژه می‌شود.
در سال ۱۹۹۷، ورا همکار، دوست و عاشق خود کلمان را برای تبلیغ کتابی از این همکار در سفری به لندن همراهی می‌کند. ورا در یک کلوپ شبانه شیقته هندرسون، موسیقی دانی آمریکایی در تبعید می‌شود. کلمان در پایان یک شب هم آغوشی به ورا می‌گوید که همجنس‌گرا است در حالی که حس می‌کند به شدت دلباخته اوست. ورا سرگشته از اشتباه خود، می‌گریزد، بی آنکه بتواند او را فراموش کند. هندرسون چند روز بعد ورا را پیدا می‌کند و این دو در توالت‌های مرکز فرهنگی فرانسه رابطه جنسی دزدکی دارند و واکنش خشونت‌آمیز کلمان را برمی‌انگیزد که بار دیگر احساس می‌کند ورا به او خیانت کرده‌است. مادلن هم چندین سال است که در رنس با فرانسوا زندگی می‌کند، و ژارومیل را هر از چندی می‌بیند که از پاریس می‌گذرد. عشاق قدیمی نمی‌توانند سالها از هم جدا بمانند. یک روز نزدیک غروب، ژاروومیل، در راه هتل نزدیک ایستگاه راه‌آهن شرقی پاریس آنجا که مادلن در انتظار اوست، قربانی یک تصادف رانندگی می‌شود، و می‌میرد. سایه عزاداری و مرگ هم‌اکنون بر سر زندگی ورا و مادلین سنگینی می‌کند.
در سال ۱۹۹۸ ورا که فقط به هندرسون فکر می‌کند، به لندن بازمی‌گردد. آنها از احساسات خود با هم حرف می‌زنند. ورا نمی‌تواند شیفتگی خود را نسبت به هندرسون مهار کند، و آماده است به همان اندازه عشقی که هندرسون می‌تواند به او بدهد، بسنده کند. در سال ۲۰۰۱ ورا تصمیم می‌گیرد به هندرسون در نیویورک بپیوندد. به دلیل حملات ۱۱ سپتامبر سرانجام آنان در مونترال با یکدیگر دیدار می‌کنند. ورا به او می‌گوید که هنوز دلش می‌خواهد با او بچه دار شود، به کمک دانش پزشکی که می‌تواند از آلودگی مادر و جنین پرهیز کند. هندرسون به همراه دوست پسر آن روزهایش می‌آید و در فضای پس از آخرالزمانی حمله یازده سپتامبر در آمریکا، سرانجام یک مثلث عشقی در اتاق هتل شکل می‌گیرد. ورا از اتاق خارج می‌شود و با مصرف داروی هندرسون خودکشی می‌کند.
در سال ۲۰۰۷ کلمان به اصرار فرانسوا برای تولد مادلن به رنس می‌آید. مادلن با مرگ معشوق و دخترش، دوره‌هایی از افسردگی را مانند کلمان که هرگز نتوانسته ورا را فراموش کند، تحمل می‌کند. آنها با هم به پاریس به مکان‌هایی با هم برمی گردند که ژارومیل و مادلن در دهه ۱۹۶۰ با هم ملاقات کردند.

## بازیگران
- کاترین دنو
- کیارا ماسترویانی
- لودیوین سنیه
- لویی گارل
- میلوش فورمن
- پل اشنایدر
- پاول لیشکا